# Diego Ramírez (piłkarz)
Diego Ramírez Deschamps (ur. 4 października 1981 w mieście Meksyk) – meksykański piłkarz występujący na pozycji obrońcy, obecnie trener.
Jego ojciec Jesús Ramírez był piłkarzem i trenerem, zaś matka Lourdes Deschamps aktorką.

## Kariera klubowa
Ramírez pochodzi ze stołecznego miasta Meksyk i jest wychowankiem tamtejszego klubu Atlante FC, z którym przez sporą część kariery był związany jego ojciec. Do pierwszej drużyny został włączony jako osiemnastolatek przez szkoleniowca Zlatko Petričevicia, w meksykańskiej Primera División debiutując 5 lutego 2000 w przegranym 0:4 spotkaniu z Pueblą. Już trzy miesiące później został jednak odesłany na wypożyczenie do drugoligowej filii – drużyny CF Acapulco, gdzie spędził rok. Po powrocie do Atlante strzelił swojego pierwszego gola w najwyższej klasie rozgrywkowej, 26 lutego 2003 w wygranej 3:1 konfrontacji z Cruz Azul, lecz podstawowym graczem został dopiero rok później. Ogółem barwy Atlante reprezentował bez większych sukcesów przez niecałe sześć lat.
Latem 2006 został ściągnięty przez Miguela Herrerę – swojego byłego trenera z Atlante – do prowadzonej przez niego ekipy CF Monterrey. Tam nie potrafił sobie jednak wywalczyć miejsca w składzie, a w późniejszym czasie zaczął być również trapiony poważną kontuzją stawu skokowego. Po dwóch latach spędzonych w Monterrey powrócił do Atlante FC – mającego już siedzibę w mieście Cancún – lecz również nie zdołał tam odzyskać rytmu meczowego i nie zanotował żadnego występu. Ze względu na chroniczne kontuzje zdecydował się przedwcześnie zakończyć piłkarską karierę w wieku 28 lat.

## Kariera trenerska
W latach 2010–2011 Ramírez pełnił funkcję wiceprezesa drugoligowego klubu Alacranes de Durango, którego doradcą ds. sportowych był jego ojciec – Jesús Ramírez. Karierę jako szkoleniowiec rozpoczął u boku Miguela Herrery – swojego byłego opiekuna z Atlante i Monterrey – któremu w latach 2013–2017 asystował kolejno w Club América, reprezentacji Meksyku i Club Tijuana. W tej roli zdobył między innymi mistrzostwo Meksyku (Clausura 2013) oraz wziął udział w Mistrzostwach Świata w Brazylii. Pracę na własny rachunek rozpoczął w maju 2017, obejmując drugoligową drużynę Dorados de Sinaloa z miasta Culiacán. Prowadził go pół roku bez większych sukcesów; nie zakwalifikował się do ligowej fazy play-off i w listopadzie został zwolniony.